# World Invasion Tour
World Invasion Tour è un tour musicale dei Van Halen, svoltosi nel 1980, intrapreso per supportare l'album Women and Children First del gruppo. Il tour è chiamato dalla band anche Party 'til You Die Tour.
In questo tour i Van Halen suonarono per la prima volta la tastiera in concerto, durante il brano And the Cradle Will Rock.

## Scaletta
1. Romeo Delight
2. Bottoms Up!
3. Runnin' With the Devil
4. Tora Tora!
5. Loss Of Control
6. Take Your Whiskey Home
7. Dance the Night Away
8. Women in Love
9. Jamie's Cryin'
10. Take a Break
11. Big City Blues
12. Everybody Wants Some!!
13. And The Cradle Will Rock
14. Light Up The Sky
15. Eruption
16. Ain't Talkin' 'bout Love
17. Ice Cream Man
18. You Really Got Me

Canzoni suonate di rado
1. Atomic Punk

## Date del tour

### 1ª tappa in Nord America (Stati Uniti d'America/Canada)
- 19 marzo 1980: Victoria, BC, Canada - Victoria Memorial Arena
- 21 marzo 1980: Medford, OR - Jackson County Expo Center
- 22 marzo 1980: Eugene, OR - Lane County Events Center
- 24 marzo 1980: Spokane, WA - Spokane Coliseum
- 25 marzo 1980: Great Falls, MT - Four Seasons Arena
- 2 aprile 1980: Vancouver, BC, Canada - Pacific Coliseum
- 3 aprile 1980: Portland, OR - Memorial Coliseum
- 4 aprile 1980: Seattle, WA - Seattle Center Coliseum
- 5 aprile 1980: Seattle, WA - Seattle Center Coliseum
- 7 aprile 1980: Calgary, AB, Canada - Stampede Corral
- 8 aprile 1980: Edmonton, AB, Canada - Northlands Coliseum
- 11 aprile 1980: Winnipeg, MB, Canada - Winnipeg Arena
- 14 aprile 1980: Milwaukee, WI - U.S. Cellular Arena

### 2ª tappa in Nord America (Stati Uniti d'America)
- 24 aprile 1980: Cincinnati, OH - Riverfront Coliseum
- 26 aprile 1980: Detroit, MI - Cobo Hall
- 30 aprile 1980: Pittsburgh, PA - Civic Arena
- 1º maggio 1980: Largo, MD - Capital Center
- 5 maggio 1980: Buffalo, NY - Buffalo Memorial Auditorium
- 6 maggio 1980: Rochester, NY - Blue Cross Arena
- 7 maggio 1980: Philadelphia, PA - The Spectrum

### 1ª tappa in Europa
- 24 maggio 1980: Brema, Germania - Stadthalle
- 26 maggio 1980: Geleen, Paesi Bassi - Pinkpop Festival
- 27 maggio 1980: Ludwigshafen, Germania - Eberthalle
- 29 maggio 1980: Essen, Germania - Grugahalle
- 30 maggio 1980: Amburgo, Germania - Ernst-Merck-Halle
- 3 giugno 1980: Parigi, Francia - Palais des Sports
- 7 giugno 1980: Würzburg, Germania - Carl-Diem-Halle
- 8 giugno 1980: Norimberga, Germania - Hemmerleinhalle
- 10 giugno 1980: Düsseldorf, Germania - Philipshalle
- 11 giugno 1980: Stoccarda, Germania - Messehalle Sindelfingen

### 2ª tappa in Europa
- 19 giugno, 1980: Manchester, Inghilterra - Apollo Theatre
- 20 giugno, 1980: Manchester, Inghilterra - Apollo Theatre
- 21 giugno, 1980: Colonia, Germania - ZDF RockPop
- 22 giugno, 1980: Birmingham, Inghilterra - Birmingham Odeon
- 23 giugno, 1980: Londra, Inghilterra - Hammersmith Odeon
- 24 giugno, 1980: Londra, Inghilterra - Hammersmith Odeon

### 3ª tappa in Nord America (Stati Uniti d'America/Canada)
- 10 luglio 1980: Kalamazoo, MI - Wings Stadium
- 12 luglio 1980: Charleston, WV - Charleston Civic Center
- 13 luglio 1980: Toledo, OH - Toledo Sports Arena
- 15 luglio 1980: Montreal, QU, Canada - Montreal Forum
- 16 luglio 1980: Ottawa, ON, Canada - Ottawa Civic Centre
- 17 luglio 1980: London, ON, Canada - London Gardens
- 18 luglio 1980: Toronto, ON, Canada - Maple Leaf Gardens
- 21 luglio 1980: Hampton, VA - Hampton Coliseum
- 22 luglio 1980: Baltimore, MD - Baltimore Arena
- 25 luglio 1980: Boston, MA - Boston Garden
- 26 luglio 1980: Uniondale, NY - Nassau Coliseum
- 27 luglio 1980: Uniondale, NY - Nassau Coliseum
- 28 luglio 1980: Louisville, KY - Freedom Hall
- 29 luglio 1980: Chicago, IL - International Amphitheater
- 30 luglio 1980: Indianapolis, IN - Market Square Arena
- 31 luglio 1980: St. Louis, MO - St. Louis Arena
- 1º agosto 1980: Memphis, TN - Mid-South Coliseum
- 2 agosto 1980: Little Rock, AR - Barton Coliseum
- 4 agosto 1980: Birmingham, AL - Birmingham Jefferson Civic Complex
- 8 agosto 1980: Ft. Myers, FL - Lee County Arena
- 9 agosto 1980: Hollywood, FL - Sport Auditorium
- 10 agosto 1980: Jacksonville, FL - Jacksonville Coliseum
- 11 agosto 1980: Ft. Myers, FL - Lee County Arena
- 12 agosto 1980: St. Petersburg, FL - Bayfront Center
- 15 agosto 1980: San Juan, PR - Coliseo Roberto Clemente
- 16 agosto 1980: San Juan, PR - Coliseo Roberto Clemente

### 4ª tappa in Nord America (Stati Uniti d'America/Canada)
- 22 agosto 1980: Kansas City, MO - Kemper Arena
- 23 agosto 1980: Omaha, NE - Omaha Civic Auditorium
- 24 agosto 1980: Salina, KS - Bicentennial Center
- 26 agosto 1980: Corpus Christi, TX - Corpus Christi Coliseum
- 27 agosto 1980: San Antonio, TX - Freeman Coliseum
- 28 agosto 1980: Houston, TX - Sam Houston Coliseum
- 29 agosto 1980: Shreveport, LA - Hirsch Memorial Coliseum
- 30 agosto 1980: Baton Rouge, LA - Riverside Complex
- 1º settembre 1980: Mobile, AL - Civic Center Arena
- 2 settembre 1980: Jackson, MS - Mississippi Coliseum
- 3 settembre 1980: Beaumont, TX - Fairpark Coliseum
- 4 settembre 1980: Dallas, TX - Reunion Arena
- 6 settembre 1980: Norman, OK - Owen Field
- 7 settembre 1980: Amarillo, TX - Amarillo Civic Center
- 8 settembre 1980: Amarillo, TX - Amarillo Civic Center
- 9 settembre 1980: Lubbock, TX - Lubbock Municipal Coliseum
- 10 settembre 1980: Albuquerque, NM - Tingley Coliseum
- 12 settembre 1980: Denver, CO - McNichols Sports Arena
- 13 settembre 1980: Denver, CO - McNichols Sports Arena
- 15 settembre 1980: Phoenix, AZ - Arizona Veterans Memorial Coliseum
- 16 settembre 1980: Tucson, AZ - McKale Center
- 18 settembre 1980: Fresno, CA - Selland Arena
- 19 settembre 1980: Los Angeles, CA - Los Angeles Sports Arena
- 20 settembre 1980: Los Angeles, CA - Los Angeles Sports Arena
- 27 settembre 1980: Toronto, ON, Canada - Maple Leaf Gardens
- 3 ottobre 1980: Rapid City, SD - Rushmore Civic Center
- 4 ottobre 1980: Bismarck, ND - Bismarck Civic Center
- 6 ottobre 1980: Salt Lake City, UT - Salt Palace
- 9 ottobre 1980: Oakland, CA - Oakland Coliseum
- 10 ottobre 1980: Oakland, CA - Oakland Coliseum
- 12 ottobre 1980: San Diego, CA - San Diego Sports Arena
- 15 ottobre 1980: Sioux Falls, SD - Sioux Falls Arena
- 16 ottobre 1980: Des Moines, IA - Veterans Memorial Auditorium
- 17 ottobre 1980: Lincoln, NE - Bob Devaney Sports Center
- 19 ottobre 1980: Macomb, IL - Western Hall
- 21 ottobre 1980: Terre Haute, IN - Hulman Center
- 22 ottobre 1980: Lexington, KY - Rupp Arena
- 31 ottobre 1980: Macon, GA - Macon Coliseum
- 1º novembre 1980: Augusta, GA - Augusta Civic Center
- 5 novembre 1980: Champaign, IL - Assembly Hall
- 7 novembre 1980: Evansville, IN - Roberts Municipal Stadium
- 8 novembre 1980: Huntsville, AL - Von Braun Civic Center
- 12 novembre 1980: Savannah, GA - Savannah Civic Center
- 14 novembre 1980: St. Petersburg, FL - Bayfront Center
- 15 novembre 1980: Lakeland, FL - Lakeland Civic Center